# Expres (ziar)
Expres a fost un ziar care a apărut la București în februarie 1990, avându-i pe Cornel Nistorescu, în funcția de director, și pe Ion Cristoiu, în funcția de redactor-șef. Printre colaboratorii publicației se numărau Dan Postolache, Vladimir Pasti, Liana Cojocaru sau Horia Alexandrescu.
A fost desființat în anul 1995.